# Росаморада (муниципалитет)
Росаморада (исп. Rosamorada) — муниципалитет в Мексике, штат Наярит, с административным центром в одноимённом городе. Численность населения, по данным переписи 2010 года, составила 34 393 человек.

## Общие сведения
Название Rosamorada, дословно с испанского — розовое место, было дано посёлку, а затем и муниципалитету, за растущее в этих местах дерево — клавельин (род цезальпиния), цветущее розовыми цветами.
Площадь муниципалитета равна 1841 км², что составляет 6,6 % от территории штата. Он граничит с другими муниципалитетами Наярита: на севере с Текуалой и Акапонетой, на востоке с Дель-Наяром, на юге с Руисом и Туспаном, на западе с Сантьяго-Искуинтлой.

## Учреждение и состав
Муниципалитет был образован в 1917 году. В состав муниципалитета входит 80 населённых пунктов, самые крупные из которых:
| код INEGI | Населённый пункт                                      | Численность населения (2005 год) | Численность населения (2010 год) |
| 010       | Всего                                                 | 32 217                           | 34 393                           |
| 0035      | Сан-Висенте (исп. San Vicente)                        | 4 583                            | 4 222                            |
| 0001      | Росаморада (административный центр)                   | 3 377                            | 3 620                            |
| 0022      | Перикос (исп. Pericos)                                | 2 144                            | 2 222                            |
| 0010      | Чилапа (исп. Chilapa)                                 | 1 856                            | 1 953                            |
| 0025      | Линда-Виста (исп. Pimientillo)                        | 1 516                            | 1 672                            |
| 0036      | Ранчо-Вьехо (исп. El Tamarindo)                       | 1 464                            | 1 548                            |
| 0008      | Колонияс 18 марта (исп. Colonias 18 de Marzo)         | 1 299                            | 1 428                            |
| 0031      | Сан-Хуан-Баутиста (исп. San Juan Bautista)            | 1 150                            | 1 344                            |
| 0041      | Соматлан-дель-Кайманеро (исп. Zomatlán del Caimanero) | 1 040                            | 1 095                            |
| 0014      | Соматлан-дель-Кайманеро (исп. Llano del Tigre)        | 994                              | 1 038                            |